# Anticlea ludovicata
Anticlea ludovicata là một loài bướm đêm trong họ Geometridae.